# Sazkışla, Türkeli
Sazkışla là một xã thuộc huyện Türkeli, tỉnh Sinop, Thổ Nhĩ Kỳ. Dân số thời điểm năm 2011 là 73 người.